# 변영만
변영만(卞榮晩, 1889년 7월 20일(1889년 음력 6월 23일) ~ 1954년 12월 18일)은 지난날 판사, 변호사 등을 거쳐 성균관대학교 교수 등을 역임한 대한민국 법조인, 한학자, 영문학자이다.
본관은 밀양, 자는 곡명(穀明), 호는 산강재(山康齋)· 삼청(三淸)· 곡명(曲明)· 백민거사(白旻居士)· 자민거사(自旻居士)이다.

## 생애
군수 직책을 지낸 변정상(卞鼎相)의 장남으로 경기도 인천 제물포(지금의 인천광역시)에서 출생하여 지난날 한때 경기도 부천 지방을 거쳐 그 후 경기도 강화(지금의 인천광역시 강화군)에서 잠시 유아기를 보낸 적이 있고 한성부(지금의 서울)에서 성장한 그의 원적지는 경기도 부평도호부 하오정면 고리동(지금의 경기도 부천시 고강동 313번지)이다. 그는 1905년 관립법관양성소에 입학하여 1906년 졸업하고 보성전문학교(普成專門學校)에 입학하여 1908년 졸업과 동시에 법관이 되어 광주지방법원에서 판사로 부임하였다가 사법권이 일본에 이양되자 법관직을 사직하고, 평안북도 신의주에서 변호사를 개업하였다.
1910년 국권이 강탈되자 중국 청나라에 망명하였다가 1918년 중화민국을 떠나 일제 강점기 조선으로 귀국하여 전공을 바꾸어 한학·영문학을 연구하였다. 광복 후 성균관대학교 교수로 활동하였다.

## 저서
저서에 한문 문집 『산강재문초(山康齋文抄)』가 있으며, 2006년 『변영만전집』이 출간된 바 있다.

## 가족 관계
- 할아버지: 변해영(卞海永)
  - 아버지: 변정상(卞鼎相)
    - 남동생: 변영태(卞榮泰, 1892년 12월 15일 ~ 1969년 3월 10일)
    - 남동생: 변영로(卞榮魯, 1898년 음력 5월 9일 ~ 1961년 3월 14일)